# 巴格文魮
巴格文魮（学名：Barbus bagbwensis）為輻鰭魚綱鯉形目鯉科的其中一個種。被IUCN列為次級保育類動物，分布於非洲獅子山Jong與Sewa河流域，本魚吻尖口小，具長的觸鬚，前面的觸鬚達到眼，在後部的延伸經過眼的後緣的中央，側線完整，鱗片有不同的條紋。最後的背鰭鰭條鈣化，深色背面。背鰭硬棘1枚；背鰭軟條11枚；臀鰭軟條8枚，體長可達9.6公分。

## 扩展阅读
維基物種上的相關：巴格文魮